# Craig David/Diskografie
Diese Diskografie ist eine Übersicht über die musikalischen Werke des britischen Popsängers Craig David. Den Schallplattenauszeichnungen zufolge hat er bisher mehr als 22,8 Millionen Tonträger verkauft, davon alleine in seiner Heimat über 12,7 Millionen. Seine erfolgreichste Veröffentlichung ist das Debütalbum Born to Do It mit über sieben Millionen verkauften Einheiten.

## Alben

### Studioalben
| Jahr | Titel Musiklabel                                 | Höchstplatzierung, Gesamtwochen, AuszeichnungChartplatzierungen (Jahr, Titel, Musiklabel, Platzierungen, Wochen, Auszeichnungen, Anmerkungen) | Höchstplatzierung, Gesamtwochen, AuszeichnungChartplatzierungen (Jahr, Titel, Musiklabel, Platzierungen, Wochen, Auszeichnungen, Anmerkungen) | Höchstplatzierung, Gesamtwochen, AuszeichnungChartplatzierungen (Jahr, Titel, Musiklabel, Platzierungen, Wochen, Auszeichnungen, Anmerkungen) | Höchstplatzierung, Gesamtwochen, AuszeichnungChartplatzierungen (Jahr, Titel, Musiklabel, Platzierungen, Wochen, Auszeichnungen, Anmerkungen) | Höchstplatzierung, Gesamtwochen, AuszeichnungChartplatzierungen (Jahr, Titel, Musiklabel, Platzierungen, Wochen, Auszeichnungen, Anmerkungen) | Anmerkungen                                                   |
| Jahr | Titel Musiklabel                                 | DE | AT | CH | UK | US | Anmerkungen                                                   |
| ---- | ------------------------------------------------ | --- | --- | --- | --- | --- | ------------------------------------------------------------- |
| 2000 | Born to Do It Wildstar Records (BMG)             | DE3 Platin · (38 Wo.)DE | AT8 (21 Wo.)AT | CH6 Platin · (52 Wo.)CH | UK1 ×6Sechsfachplatin · (71 Wo.)UK | US11 Platin · (62 Wo.)US | Erstveröffentlichung: 20. August 2000 Verkäufe: + 7.000.000   |
| 2002 | Slicker than Your Average Wildstar Records (BMG) | DE16 Gold · (38 Wo.)DE | — | CH6 Gold · (37 Wo.)CH | UK4 ×2Doppelplatin · (43 Wo.)UK | US32 Gold · (14 Wo.)US | Erstveröffentlichung: 19. November 2002 Verkäufe: + 1.647.500 |
| 2005 | The Story Goes… Warner Bros. Records (WMG)       | DE13 (7 Wo.)DE | AT46 (3 Wo.)AT | CH3 (12 Wo.)CH | UK5 Platin · (24 Wo.)UK | — | Erstveröffentlichung: 6. September 2005 Verkäufe: + 540.000   |
| 2007 | Trust Me Warner Bros. Records (WMG)              | DE62 (2 Wo.)DE | — | CH16 (9 Wo.)CH | UK18 Gold · (8 Wo.)UK | — | Erstveröffentlichung: 12. November 2007 Verkäufe: + 100.000   |
| 2010 | Signed Sealed Delivered Universal Music TV (UMG) | — | — | CH93 (1 Wo.)CH | UK13 (3 Wo.)UK | — | Erstveröffentlichung: 29. März 2010                           |
| 2016 | Following My Intuition Insanity Records (Sony)   | DE85 (1 Wo.)DE | — | CH43 (1 Wo.)CH | UK1 Gold · (24 Wo.)UK | — | Erstveröffentlichung: 30. September 2016 Verkäufe: + 100.000  |
| 2018 | The Time Is Now Insanity Records (Sony)          | DE97 (1 Wo.)DE | — | CH75 (1 Wo.)CH | UK2 Silber · (5 Wo.)UK | — | Erstveröffentlichung: 26. Januar 2018 Verkäufe: + 60.000      |
| 2022 | 22 Moore Records (BMG)                           | — | — | — | UK7 (1 Wo.)UK | — | Erstveröffentlichung: 30. September 2022                      |
| 2025 | Commitment Believe (Believe)                     | — | — | — | UK10 (… Wo.)UK | — | Erstveröffentlichung: 8. August 2025                          |

### Kompilationen
| Jahr | Titel Musiklabel                                                                   | Höchstplatzierung, Gesamtwochen, AuszeichnungChartplatzierungen (Jahr, Titel, Musiklabel, Platzierungen, Wochen, Auszeichnungen, Anmerkungen) | Höchstplatzierung, Gesamtwochen, AuszeichnungChartplatzierungen (Jahr, Titel, Musiklabel, Platzierungen, Wochen, Auszeichnungen, Anmerkungen) | Höchstplatzierung, Gesamtwochen, AuszeichnungChartplatzierungen (Jahr, Titel, Musiklabel, Platzierungen, Wochen, Auszeichnungen, Anmerkungen) | Höchstplatzierung, Gesamtwochen, AuszeichnungChartplatzierungen (Jahr, Titel, Musiklabel, Platzierungen, Wochen, Auszeichnungen, Anmerkungen) | Höchstplatzierung, Gesamtwochen, AuszeichnungChartplatzierungen (Jahr, Titel, Musiklabel, Platzierungen, Wochen, Auszeichnungen, Anmerkungen) | Anmerkungen                                                 |
| Jahr | Titel Musiklabel                                                                   | DE | AT | CH | UK | US | Anmerkungen                                                 |
| ---- | ---------------------------------------------------------------------------------- | --- | --- | --- | --- | --- | ----------------------------------------------------------- |
| 2001 | Remixes & Live M6 interactions (M6)                                                | — | — | — | — | — | Erstveröffentlichung: 2001                                  |
| 2008 | Greatest Hits auch bekannt als: Rewind – The Collection Warner Bros. Records (WMG) | — | — | — | UK28 Silber (Greatest Hits) + Gold (Rewind – The Collection) · (6 Wo.)UK                                                                      | — | Erstveröffentlichung: 24. November 2008 Verkäufe: + 175.000 |

## Singles

### Als Leadmusiker
| Jahr | Titel Album                                                                  | Höchstplatzierung, Gesamtwochen, AuszeichnungChartplatzierungen (Jahr, Titel, Album, Platzierungen, Wochen, Auszeichnungen, Anmerkungen) | Höchstplatzierung, Gesamtwochen, AuszeichnungChartplatzierungen (Jahr, Titel, Album, Platzierungen, Wochen, Auszeichnungen, Anmerkungen) | Höchstplatzierung, Gesamtwochen, AuszeichnungChartplatzierungen (Jahr, Titel, Album, Platzierungen, Wochen, Auszeichnungen, Anmerkungen) | Höchstplatzierung, Gesamtwochen, AuszeichnungChartplatzierungen (Jahr, Titel, Album, Platzierungen, Wochen, Auszeichnungen, Anmerkungen) | Höchstplatzierung, Gesamtwochen, AuszeichnungChartplatzierungen (Jahr, Titel, Album, Platzierungen, Wochen, Auszeichnungen, Anmerkungen) | Anmerkungen                                                                  |
| Jahr | Titel Album                                                                  | DE | AT | CH | UK | US | Anmerkungen                                                                  |
| --- | ---------------------------------------------------------------------------- | --- | --- | --- | --- | --- | ---------------------------------------------------------------------------- |
| 2000 | Fill Me In Born to Do It                                                     | DE37 (7 Wo.)DE | — | CH45 (12 Wo.)CH | UK1 Platin · (17 Wo.)UK | US15 (27 Wo.)US | Erstveröffentlichung: 3. April 2000 Verkäufe: + 640.000                      |
| 2000 | 7 Days Born to Do It                                                         | DE22 Gold · (14 Wo.)DE | — | CH20 (27 Wo.)CH | UK1 ×3Dreifachplatin · (19 Wo.)UK | US10 (20 Wo.)US | Erstveröffentlichung: 24. Juli 2000 Verkäufe: + 2.445.000                    |
| 2000 | Walking Away Born to Do It                                                   | DE46 (9 Wo.)DE | AT45 (7 Wo.)AT | CH24 (24 Wo.)CH | UK3 Gold · (17 Wo.)UK | US44 (20 Wo.)US | Erstveröffentlichung: 31. Oktober 2000 Verkäufe: + 475.000                   |
| 2001 | Rendezvous Born to Do It                                                     | DE86 (4 Wo.)DE | — | CH74 (8 Wo.)CH | UK8 Silber · (17 Wo.)UK | — | Erstveröffentlichung: 19. März 2001 Verkäufe: + 200.000                      |
| 2002 | What’s Your Flava? Slicker than Your Average                                 | DE35 (9 Wo.)DE | — | CH13 (17 Wo.)CH | UK8 (14 Wo.)UK | — | Erstveröffentlichung: 28. Oktober 2002 Verkäufe: + 35.000                    |
| 2003 | Hidden Agenda Slicker than Your Average                                      | DE65 (4 Wo.)DE | — | CH50 (7 Wo.)CH | UK10 (6 Wo.)UK | — | Erstveröffentlichung: 20. Januar 2003                                        |
| 2003 | Rise & Fall Slicker than Your Average                                        | DE15 (12 Wo.)DE | AT51 (8 Wo.)AT | CH11 (23 Wo.)CH | UK2 (10 Wo.)UK | — | Erstveröffentlichung: 28. April 2003 Verkäufe: + 35.000; mit Sting           |
| 2003 | Spanish Slicker than Your Average                                            | — | — | CH39 (5 Wo.)CH | UK8 (6 Wo.)UK | — | Erstveröffentlichung: 28. Juli 2003                                          |
| 2003 | World Filled with Love Slicker than Your Average                             | DE94 (1 Wo.)DE | — | CH40 (5 Wo.)CH | UK15 (4 Wo.)UK | — | Erstveröffentlichung: 13. Oktober 2003                                       |
| 2003 | You Don’t Miss Your Water (’Til the Well Runs Dry) Slicker than Your Average | — | — | — | UK43 (2 Wo.)UK | — | Erstveröffentlichung: 29. Dezember 2003                                      |
| 2005 | All the Way The Story Goes…                                                  | DE38 (9 Wo.)DE | AT61 (2 Wo.)AT | CH18 (16 Wo.)CH | UK3 (8 Wo.)UK | — | Erstveröffentlichung: 8. August 2005                                         |
| 2005 | Don’t Love You No More (I’m Sorry) The Story Goes…                           | DE65 (6 Wo.)DE | — | CH35 (11 Wo.)CH | UK4 (15 Wo.)UK | — | Erstveröffentlichung: 31. Oktober 2005 Verkäufe: + 4.000                     |
| 2006 | Unbelievable The Story Goes…                                                 | — | — | — | UK18 (5 Wo.)UK | — | Erstveröffentlichung: 6. März 2006                                           |
| 2007 | Hot Stuff (Let’s Dance) Trust Me                                             | DE37 (9 Wo.)DE | AT39 (8 Wo.)AT | CH11 (13 Wo.)CH | UK7 (14 Wo.)UK | — | Erstveröffentlichung: 5. November 2007                                       |
| 2008 | 6 of 1 Thing Trust Me                                                        | — | — | — | UK39 (6 Wo.)UK | — | Erstveröffentlichung: 17. Februar 2008                                       |
| 2008 | Officially Yours Trust Me                                                    | — | — | — | — | — | Erstveröffentlichung: 17. Februar 2008                                       |
| 2008 | Walking Away (Spanish Version) –                                             | — | — | — | — | — | Erstveröffentlichung: 31. Oktober 2008 feat. Alex Ubago                      |
| 2008 | Walking Away (German Version) –                                              | — | — | — | — | — | Erstveröffentlichung: 31. Oktober 2008 feat. Monrose                         |
| 2008 | Walking Away (Italian Version) –                                             | — | — | — | — | — | Erstveröffentlichung: 31. Oktober 2008 feat. Nek                             |
| 2008 | Walking Away (French Version) –                                              | — | — | — | — | — | Erstveröffentlichung: 31. Oktober 2008 feat. Lynnsha                         |
| 2008 | Where’s Your Love Greatest Hits                                              | — | — | — | UK58 (2 Wo.)UK | — | Erstveröffentlichung: 10. November 2008 feat. Rita Ora & Tinchy Stryder      |
| 2008 | Insomnia Greatest Hits                                                       | — | — | CH84 (1 Wo.)CH | UK43 (3 Wo.)UK | — | Erstveröffentlichung: 17. November 2008                                      |
| 2010 | One More Lie (Standing in the Shadows) Signed Sealed Delivered               | — | — | — | UK76 (1 Wo.)UK | — | Erstveröffentlichung: 22. März 2010                                          |
| 2015 | When the Bassline Drops Following My Intuition                               | — | — | — | UK10 Platin · (24 Wo.)UK | — | Erstveröffentlichung: 27. November 2015 Verkäufe: + 600.000; mit Big Narstie |
| 2016 | Nothing Like This Following My Intuition                                     | — | — | — | UK15 Platin · (19 Wo.)UK | — | Erstveröffentlichung: 4. März 2016 Verkäufe: + 600.000; mit Blonde           |
| 2016 | One More Time Following My Intuition                                         | — | — | — | UK30 Silber · (10 Wo.)UK | — | Erstveröffentlichung: 20. Mai 2016 Verkäufe: + 200.000                       |
| 2016 | Ain’t Giving Up Following My Intuition • Brighter Days                       | — | — | — | UK23 Gold · (14 Wo.)UK | — | Erstveröffentlichung: 19. August 2016 Verkäufe: + 400.000; mit Sigala        |
| 2016 | All We Needed Following My Intuition                                         | — | — | — | UK42 (1 Wo.)UK | — | Erstveröffentlichung: 11. November 2016                                      |
| 2017 | Heartline The Time Is Now                                                    | — | — | — | UK24 Gold · (11 Wo.)UK | — | Erstveröffentlichung: 14. September 2017 Verkäufe: + 400.000                 |
| 2017 | I Know You The Time Is Now                                                   | DE92 (1 Wo.)DE | — | CH65 (1 Wo.)CH | UK5 Platin · (20 Wo.)UK | — | Erstveröffentlichung: 24. November 2017 Verkäufe: + 600.000; feat. Bastille  |
| 2018 | Magic The Time Is Now                                                        | — | — | — | — | — | Erstveröffentlichung: 13. April 2018 feat. Yxng Bane                         |
| 2019 | When You Know What Love Is –                                                 | — | — | — | UK52 (5 Wo.)UK | — | Erstveröffentlichung: 31. Mai 2019                                           |
| 2021 | Who You Are 22                                                               | — | — | — | UK39 Silber · (12 Wo.)UK | — | Erstveröffentlichung: 22. Oktober 2021 mit MNEK                              |
| 2022 | My Heart’s Been Waiting for You 22                                           | — | — | — | — | — | Erstveröffentlichung: 15. April 2022 feat. Duvall                            |
| 2022 | G Love 22                                                                    | — | — | — | — | — | Erstveröffentlichung: 10. Juni 2022 feat. Nippa                              |
| 2022 | Better Days (I Came By Train) –                                              | — | — | — | — | — | Erstveröffentlichung: 15. Juli 2022                                          |
| 2022 | DNA –                                                                        | — | — | — | — | — | Erstveröffentlichung: 29. Juli 2022 mit Galantis                             |
| 2022 | Have Yourself a Merry Little Christmas –                                     | — | — | — | — | — | Erstveröffentlichung: 20. Dezember 2022                                      |
| 2024 | In Your Hands Commitment                                                     | — | — | — | — | — | Erstveröffentlichung: 27. September 2024                                     |
| 2025 | SOS Commitment                                                               | — | — | — | — | — | Erstveröffentlichung: 17. Januar 2025                                        |
| 2025 | Commitment                                                                   | — | — | — | — | — | Erstveröffentlichung: 26. Februar 2025                                       |
| 2025 | Wake Up Commitment                                                           | — | — | — | — | — | Erstveröffentlichung: 16. April 2025                                         |
| 2025 | In It With You Commitment                                                    | — | — | — | — | — | Erstveröffentlichung: 11. Juli 2025 mit JoJo                                 |
| 2025 | Rain Commitment                                                              | — | — | — | — | — | Erstveröffentlichung: 4. August 2025                                         |
| Folgende Lieder erschienen nicht als Single, wurden aber durch das Album zum Download und Streaming bereitgestellt und konnten somit eine Platzierung erlangen: |                                                                              | | | | | |                                                                              |
| |                                                                              | | | | | |                                                                              |
| 2016 | 16 Following My Intuition                                                    | — | — | — | UK64 Silber · (6 Wo.)UK | — | Charteinstieg: 20. Oktober 2016                                              |

### Als Gastmusiker
| Jahr | Titel Album                                                        | Höchstplatzierung, Gesamtwochen, AuszeichnungChartplatzierungen (Jahr, Titel, Album, Platzierungen, Wochen, Auszeichnungen, Anmerkungen) | Höchstplatzierung, Gesamtwochen, AuszeichnungChartplatzierungen (Jahr, Titel, Album, Platzierungen, Wochen, Auszeichnungen, Anmerkungen) | Höchstplatzierung, Gesamtwochen, AuszeichnungChartplatzierungen (Jahr, Titel, Album, Platzierungen, Wochen, Auszeichnungen, Anmerkungen) | Höchstplatzierung, Gesamtwochen, AuszeichnungChartplatzierungen (Jahr, Titel, Album, Platzierungen, Wochen, Auszeichnungen, Anmerkungen) | Höchstplatzierung, Gesamtwochen, AuszeichnungChartplatzierungen (Jahr, Titel, Album, Platzierungen, Wochen, Auszeichnungen, Anmerkungen) | Anmerkungen                                                                                             |
| Jahr | Titel Album                                                        | DE | AT | CH | UK | US | Anmerkungen                                                                                             |
| ---- | ------------------------------------------------------------------ | --- | --- | --- | --- | --- | --- |
| 1999 | What You Gonna Do? –                                               | — | — | — | — | — | Erstveröffentlichung: 1999 Artful Dodger feat. Craig David                                              |
| 1999 | Re-Rewind (The Crowd Say Bo Selecta) It’s All About the Stragglers | DE49 (8 Wo.)DE | — | CH88 (2 Wo.)CH | UK2 Platin · (17 Wo.)UK | — | Erstveröffentlichung: 29. November 1999 Verkäufe: + 600.000 Artful Dodger feat. Craig David             |
| 2000 | Woman Trouble It’s All About the Stragglers                        | DE95 (4 Wo.)DE | — | CH98 (1 Wo.)CH | UK6 Silber · (13 Wo.)UK | — | Erstveröffentlichung: 3. Juli 2000 Verkäufe: + 200.000 Artful Dodger feat. Robbie Craig & Craig David   |
| 2007 | This Is the Girl London Town                                       | — | — | — | UK18 (12 Wo.)UK | — | Erstveröffentlichung: 27. August 2007 Kano feat. Craig David                                            |
| 2009 | Stuck in the Middle My Own Way                                     | — | — | — | — | — | Erstveröffentlichung: 23. November 2009 Jay Sean feat. Craig David                                      |
| 2010 | Do It on My Own No Superstar                                       | — | — | CH28 (14 Wo.)CH | — | — | Erstveröffentlichung: 4. Oktober 2010 Remady feat. Craig David                                          |
| 2012 | Bits N Pieces –                                                    | — | — | — | — | — | Erstveröffentlichung: 16. April 2012 Dim Chris feat. Rosette & Craig David                              |
| 2012 | Our Love –                                                         | — | — | — | — | — | Erstveröffentlichung: 15. Juni 2012 Stereo Palma feat. Craig David                                      |
| 2012 | Addicted –                                                         | — | — | — | — | — | Erstveröffentlichung: 10. Juli 2012 DJ Assad feat. Mohombi, Greg Parys & Craig David                    |
| 2012 | Sex in the Bathroom Swagg                                          | — | — | — | — | — | Erstveröffentlichung: 19. Oktober 2012 Timati feat. Craig David                                         |
| 2016 | Who Am I Honey                                                     | — | — | — | UK89 (1 Wo.)UK | — | Erstveröffentlichung: 5. Februar 2016 Katy B feat. Major Lazer & Craig David                            |
| 2016 | No Holding Back –                                                  | — | — | — | — | — | Erstveröffentlichung: 19. August 2016 Hardwell feat. Craig David                                        |
| 2016 | Bang Bang –                                                        | — | — | — | — | — | Erstveröffentlichung: 9. Dezember 2016 DJ Fresh & Diplo feat. R. City, Selah Sue & Craig David          |
| 2017 | Bridge over Troubled Water –                                       | — | — | — | UK1 Gold · (6 Wo.)UK | — | Erstveröffentlichung: 21. Juni 2017 Verkäufe: + 400.000 als Teil von Artists for Grenfell               |
| 2018 | Intimate –                                                         | — | — | — | — | — | Erstveröffentlichung: 31. August 2018 Yungen feat. Craig David                                          |
| 2018 | Sober It’s About Time                                              | — | — | — | — | — | Erstveröffentlichung: 7. September 2018 Nile Rodgers & Chic feat. Craig David & Stefflon Don            |
| 2018 | No Drama –                                                         | — | — | — | UK— GoldUK | — | Erstveröffentlichung: 14. September 2018 Verkäufe: + 400.000 James Hype feat. Craig David               |
| 2020 | Really Love –                                                      | — | — | — | UK3 Platin · (19 Wo.)UK | — | Erstveröffentlichung: 23. Oktober 2020 Verkäufe: + 600.000 KSI feat. Craig David & Digital Farm Animals |
| 2024 | Abracadabra –                                                      | — | — | — | UK37 (4 Wo.)UK | — | Erstveröffentlichung: 9. Februar 2024 Wes Nelson feat. Craig David                                      |

## Videoalben und Musikvideos

### Videoalben
| Jahr | Titel                        | Höchstplatzierung, Gesamtwochen, AuszeichnungChartplatzierungen (Jahr, Titel, Platzierungen, Wochen, Auszeichnungen, Anmerkungen) | Höchstplatzierung, Gesamtwochen, AuszeichnungChartplatzierungen (Jahr, Titel, Platzierungen, Wochen, Auszeichnungen, Anmerkungen) | Höchstplatzierung, Gesamtwochen, AuszeichnungChartplatzierungen (Jahr, Titel, Platzierungen, Wochen, Auszeichnungen, Anmerkungen) | Höchstplatzierung, Gesamtwochen, AuszeichnungChartplatzierungen (Jahr, Titel, Platzierungen, Wochen, Auszeichnungen, Anmerkungen) | Höchstplatzierung, Gesamtwochen, AuszeichnungChartplatzierungen (Jahr, Titel, Platzierungen, Wochen, Auszeichnungen, Anmerkungen) | Anmerkungen                                   |
| Jahr | Titel                        | DE | AT | CH | UK | US | Anmerkungen                                   |
| ---- | ---------------------------- | --- | --- | --- | --- | --- | --------------------------------------------- |
| 2001 | Off the Hook…Live at Wembley | — | — | — | UK6 Gold · (25 Wo.)UK | — | Erstveröffentlichung: 2001 Verkäufe: + 35.000 |

Weitere Videoalben
- 2001: Fill Me in (DVD-Single)
- 2003: Rise & Fall (DVD-Single)
- 2005: Live in Costa Rica: Music in High Places
- 2008: Greatest Hits

### Musikvideos
| Jahr | Titel                                              | Regie                  |
| ---- | -------------------------------------------------- | ---------------------- |
| 1999 | Rewind                                             | Chris Vincze           |
| 2000 | Fill Me In (UK Version)                            | Max & Dania            |
| 2000 | 7 Days                                             | Max & Dania            |
| 2000 | Walking Away (UK Version)                          | Max & Dania            |
| 2001 | Rendezvous                                         | Max & Dania            |
| 2001 | Fill Me In (USA Version)                           | Darren Grant           |
| 2001 | Walking Away (USA Version)                         | Lenny Bass             |
| 2002 | What’s Your Flava?                                 | Little X               |
| 2003 | Hidden Agenda                                      | Calabazitaz            |
| 2003 | Rise & Fall                                        | Max & Dania            |
| 2003 | Rise & Fall (Studio-Version)                       | Simon Poontip          |
| 2003 | Spanish                                            | Calabazitaz            |
| 2003 | Personal (Unveröffentlicht)                        | Calabazitaz            |
| 2003 | World Filled with Love                             | Calabazitaz            |
| 2003 | You Don’t Miss Your Water (’Til the Well Runs Dry) |                        |
| 2005 | All the Way                                        | Max & Dania            |
| 2005 | Don’t Love You No More (I’m Sorry)                 | Robert Hales           |
| 2006 | Unbelievable                                       | Robert Hales           |
| 2007 | This Is the Girl                                   | Paul Minor             |
| 2007 | Hot Stuff (Let’s Dance)                            | Justin Francis         |
| 2008 | 6 of 1 Thing                                       | Phil Griffin           |
| 2008 | Officially Yours                                   | Barnaby Roper          |
| 2008 | Where’s Your Love                                  | Steve Kemsley          |
| 2008 | Insomnia                                           | Sarah Chatfield        |
| 2008 | Walking Away (Italienische Version mit Nek)        |                        |
| 2008 | Walking Away (Deutsche Version mit Monrose)        |                        |
| 2008 | Walking Away (Französische Version mit Lynnsha)    |                        |
| 2008 | Walking Away (Spanische Version mit Alex Ubago)    |                        |
| 2010 | One More Lie (Standing in the Shadows)             | Dale „Rage“ Resteghini |
| 2010 | All Alone Tonight (Stop, Look, Listen)             |                        |
| 2010 | Do It on My Own                                    |                        |
| 2012 | Sex in the Bathroom                                |                        |
| 2012 | Bits N Pieces                                      |                        |
| 2012 | Addicted                                           |                        |
| 2015 | When the Bassline Drops                            |                        |

## Autorenbeteiligungen
Craig David schreibt größtenteils seiner Lieder selbst, darüber hinaus schreibt er auch Lieder für andere Interpreten. Die folgende Liste beinhaltet die Charterfolge Davids, die er als Autor ohne gesangliche Unterstützung erreichte.
| Jahr | Titel Interpretation                               | Höchstplatzierung, Gesamtwochen, AuszeichnungChartplatzierungen (Jahr, Titel, Interpretation, Platzierungen, Wochen, Auszeichnungen, Anmerkungen) | Höchstplatzierung, Gesamtwochen, AuszeichnungChartplatzierungen (Jahr, Titel, Interpretation, Platzierungen, Wochen, Auszeichnungen, Anmerkungen) | Höchstplatzierung, Gesamtwochen, AuszeichnungChartplatzierungen (Jahr, Titel, Interpretation, Platzierungen, Wochen, Auszeichnungen, Anmerkungen) | Höchstplatzierung, Gesamtwochen, AuszeichnungChartplatzierungen (Jahr, Titel, Interpretation, Platzierungen, Wochen, Auszeichnungen, Anmerkungen) | Höchstplatzierung, Gesamtwochen, AuszeichnungChartplatzierungen (Jahr, Titel, Interpretation, Platzierungen, Wochen, Auszeichnungen, Anmerkungen) | Anmerkungen                                                 |
| Jahr | Titel Interpretation                               | DE | AT | CH | UK | US | Anmerkungen                                                 |
| ---- | -------------------------------------------------- | --- | --- | --- | --- | --- | ----------------------------------------------------------- |
| 1999 | Re-rewind (The Crowd Say Bo Selecta) Artful Dodger | DE49 (8 Wo.)DE | — | CH88 (2 Wo.)CH | UK2 Platin · (17 Wo.)UK | — | Erstveröffentlichung: 27. November 1999 Verkäufe: + 600.000 |
| 2013 | Recovery Justin Bieber                             | DE50 (1 Wo.)DE | AT49 (1 Wo.)AT | CH33 (1 Wo.)CH | UK28 (1 Wo.)UK | US41 (1 Wo.)US | Erstveröffentlichung: 28. Oktober 2013                      |
| 2016 | For Free DJ Khaled feat. Drake                     | — | — | — | UK25 Gold · (13 Wo.)UK | US13 ×3Dreifachplatin · (20 Wo.)US | Erstveröffentlichung: 17. Juni 2016 Verkäufe: + 3.560.000   |

## Promoveröffentlichungen
| Jahr | Titel Album                                                    | Anmerkungen                          |
| ---- | -------------------------------------------------------------- | ------------------------------------ |
| 2008 | Are You Up for This –                                          | Erstveröffentlichung: 2008           |
| 2010 | All Alone Tonight (Stop, Look, Listen) Signed Sealed Delivered | Erstveröffentlichung: 26. April 2010 |
| 2016 | Change My Love Following My Intuition                          | Erstveröffentlichung: 2016           |

## Sonderveröffentlichungen
Gastbeiträge
- 1997: Something (Fagin feat. Craig David)
- 2000: No More (Guru feat. Craig David)
- 2009: Everways (Ali Campbell feat. Craig David)
- 2011: Fly Away (In The Screen vs. Rony Seikaly feat. Craig David)
- 2011: Get Drunk Up (Erick Morillo feat. Craig David)
- 2011: Freak on the Dancefloor (Blackout Mode feat. Craig David)
- 2012: Good Time (Calvin Harris feat. Craig David)
- 2013: Discoball (Kaya feat. Craig David)
- 2016: Got It Good (Kaytranada feat. Craig David)
- 2018: We Were Just Kids (Clean Bandit feat. Kirsten Joy & Craig David)
- 2018: Sunshine (Big Narstie feat. Craig David & Star.One)

## Statistik

### Chartauswertung
|                     | DE    | AT    | CH    | UK     | US    |
| ------------------- | ----- | ----- | ----- | ------ | ----- |
| Nummer-eins-Alben   | DE—DE | AT—AT | CH—CH | UK2UK  | US—US |
| Top-10-Alben        | DE1DE | AT1AT | CH3CH | UK7UK  | US—US |
| Alben in den Charts | DE6DE | AT2AT | CH7CH | UK10UK | US2US |

|                       | DE     | AT    | CH     | UK     | US    |
| --------------------- | ------ | ----- | ------ | ------ | ----- |
| Nummer-eins-Singles   | DE—DE  | AT—AT | CH—CH  | UK3UK  | US—US |
| Top-10-Singles        | DE—DE  | AT—AT | CH—CH  | UK16UK | US1US |
| Singles in den Charts | DE14DE | AT4AT | CH17CH | UK35UK | US3US |

|                          | DE    | AT    | CH    | UK    | US    |
| ------------------------ | ----- | ----- | ----- | ----- | ----- |
| Nummer-eins-Videoalben   | DE—DE | AT—AT | CH—CH | UK—UK | US—US |
| Top-10-Videoalben        | DE—DE | AT—AT | CH—CH | UK1UK | US—US |
| Videoalben in den Charts | DE—DE | AT—AT | CH—CH | UK1UK | US—US |

### Auszeichnungen für Musikverkäufe
| Silberne Schallplatte - Frankreich - 2000: für die Single 7 Days - Vereinigtes Königreich - 2022: für das Lied Rewind Goldene Schallplatte - Australien - 2000: für die Single Fill Me In - 2002: für die Single What’s Your Flava? - 2003: für die Single Rise & Fall - Belgien - 2002: für das Album Slicker than Your Average - 2009: für das Album Greatest Hits - Dänemark - 2006: für die Single Don’t Love You No More (I’m Sorry) - 2020: für das Lied No Drama - Frankreich - 2002: für das Album Slicker than Your Average - 2002: für das Videoalbum Off the Hook…Live at Wembley - 2006: für das Album The Story Goes… - Italien - 2023: für die Single 7 Days - Japan - 2000: für das Album Born to Do It - 2005: für das Album The Story Goes… - Neuseeland - 2000: für die Single Fill Me In - 2001: für die Single Walking Away - 2003: für das Album Slicker than Your Average - Niederlande - 2002: für das Album Slicker than Your Average - Spanien - 2002: für das Album Slicker than Your Average - 2005: für das Album The Story Goes… | Platin-Schallplatte - Australien - 2001: für die Single 7 Days - 2001: für die Single Walking Away - Dänemark - 2023: für die Single 7 Days - Europa - 2003: für das Album Slicker than Your Average - Frankreich - 2001: für das Album Born to Do It - Kanada - 2001: für das Album Born to Do It - Schweden - 2001: für das Album Born to Do It - Spanien - 2001: für das Album Born to Do It | 2× Platin-Schallplatte - Australien - 2005: für das Album Slicker than Your Average - Belgien - 2001: für das Album Born to Do It - Dänemark - 2001: für das Album Born to Do It - Kanada - 2019: für die Autorenbeteiligung For Free (DJ Khaled) - Neuseeland - 2023: für die Single 7 Days - Niederlande - 2001: für das Album Born to Do It 3× Platin-Schallplatte - Europa - 2001: für das Album Born to Do It - Neuseeland - 2002: für das Album Born to Do It 4× Platin-Schallplatte - Australien - 2001: für das Album Born to Do It |

Anmerkung: Auszeichnungen in Ländern aus den Charttabellen bzw. Chartboxen sind in ebendiesen zu finden.
| Land/RegionAuszeichnungen für Musikverkäufe (Land/Region, Auszeichnungen, Verkäufe, Quellen) | Silber     | Gold       | Platin       | Verkäufe    | Quellen                       |
| -------------------------------------------------------------------------------------------- | ---------- | ---------- | ------------ | ----------- | ----------------------------- |
| Australien (ARIA)                                                                            | —          | 3× Gold3   | 8× Platin8   | 665.000     | aria.com.au                   |
| Belgien (BRMA)                                                                               | —          | 2× Gold2   | 2× Platin2   | 140.000     | ultratop.be                   |
| Dänemark (IFPI)                                                                              | —          | 2× Gold2   | 2× Platin2   | 239.000     | ifpi.dk                       |
| Deutschland (BVMI)                                                                           | —          | 2× Gold2   | Platin1      | 700.000     | musikindustrie.de             |
| Europa (IFPI)                                                                                | —          | —          | 4× Platin4   | (4.000.000) | ifpi.org                      |
| Frankreich (SNEP)                                                                            | Silber1    | 3× Gold3   | Platin1      | 610.000     | infodisc.fr snepmusique.com   |
| Italien (FIMI)                                                                               | —          | Gold1      | —            | 50.000      | fimi.it                       |
| Japan (RIAJ)                                                                                 | —          | 2× Gold2   | —            | 200.000     | riaj.or.jp                    |
| Kanada (MC)                                                                                  | —          | —          | 3× Platin3   | 260.000     | musiccanada.com               |
| Neuseeland (RMNZ)                                                                            | —          | 3× Gold3   | 5× Platin5   | 122.500     | aotearoamusiccharts.co.nz NZ2 |
| Niederlande (NVPI)                                                                           | —          | Gold1      | 2× Platin2   | 200.000     | nvpi.nl                       |
| Schweden (IFPI)                                                                              | —          | —          | Platin1      | 80.000      | sverigetopplistan.se          |
| Schweiz (IFPI)                                                                               | —          | Gold1      | Platin1      | 70.000      | hitparade.ch                  |
| Spanien (Promusicae)                                                                         | —          | 2× Gold2   | Platin1      | 190.000     | elportaldemusica.es           |
| Vereinigte Staaten (RIAA)                                                                    | —          | Gold1      | 4× Platin4   | 4.500.000   | riaa.com                      |
| Vereinigtes Königreich (BPI)                                                                 | 8× Silber8 | 10× Gold10 | 18× Platin18 | 12.745.000  | bpi.co.uk                     |
| Insgesamt                                                                                    | 9× Silber9 | 33× Gold33 | 54× Platin54 |             |                               |